# Гарродсбург (Індіана)
Гарродсбург (англ. Harrodsburg) — переписна місцевість (CDP) в США, в окрузі Монро штату Індіана. Населення — 656 осіб (2020).

## Географія
Гарродсбург розташований за координатами 39°1′1″ пн. ш. 86°33′15″ зх. д. / 39.01694° пн. ш. 86.55417° зх. д. (39.017080, -86.554103).  За даними Бюро перепису населення США в 2010 році переписна місцевість мала площу 11,27 км², з яких 11,17 км² — суходіл та 0,09 км² — водойми.

## Демографія
Згідно з переписом 2010 року, у переписній місцевості мешкала 691 особа в 280 домогосподарствах у складі 198 родин. Густота населення становила 61 особа/км².  Було 302 помешкання (27/км²).
Расовий склад населення:
| - 95,9 % — білих - 0,7 % — чорних або афроамериканців - 0,1 % — корінних американців |

До двох чи більше рас належало 3,2 %. Частка іспаномовних становила 1,6 % від усіх жителів.
За віковим діапазоном населення розподілялося таким чином: 24,0 % — особи молодші 18 років, 62,5 % — особи у віці 18—64 років, 13,5 % — особи у віці 65 років та старші. Медіана віку мешканця становила 40,6 року. На 100 осіб жіночої статі у переписній місцевості припадало 90,4 чоловіків;  на 100 жінок у віці від 18 років та старших — 91,6 чоловіків також старших 18 років.
Середній дохід на одне домашнє господарство  становив 65 248 доларів США (медіана — 51 964), а середній дохід на одну сім'ю — 73 983 долари (медіана — 70 278). Медіана доходів становила 50 625 доларів для чоловіків та 30 694 долари для жінок. За межею бідності перебувало 23,4 % осіб, у тому числі 38,7 % дітей у віці до 18 років та 0,0 % осіб у віці 65 років та старших.
Цивільне працевлаштоване населення становило 357 осіб. Основні галузі зайнятості: освіта, охорона здоров'я та соціальна допомога — 28,3 %, мистецтво, розваги та відпочинок — 25,5 %, будівництво — 12,6 %, роздрібна торгівля — 8,1 %.